# Brandon (Minnesota)
Brandon es una ciudad ubicada en el condado de Douglas en el estado estadounidense de Minnesota. En el Censo de 2010 tenía una población de 489 habitantes y una densidad poblacional de 393,34 personas por km².

## Geografía
Brandon se encuentra ubicada en las coordenadas 45°58′1″N 95°35′38″O / 45.96694, -95.59389. Según la Oficina del Censo de los Estados Unidos, Brandon tiene una superficie total de 1.24 km², de la cual 1.23 km² corresponden a tierra firme y (1.25%) 0.02 km² es agua.bivh

## Demografía
Según el censo de 2010, había 489 personas residiendo en Brandon. La densidad de población era de 393,34 hab./km². De los 489 habitantes, Brandon estaba compuesto por el 99.18% blancos, el 0.2% eran afroamericanos, el 0.61% eran amerindios, el 0% eran asiáticos, el 0% eran isleños del Pacífico, el 0% eran de otras razas y el 0% pertenecían a dos o más razas. Del total de la población el 2.25% eran hispanos o latinos de cualquier raza.